# Francis Campaner
Francis Campaner (* 1. Februar 1946 in Saint-Germain-de-la-Rivière) ist ein ehemaliger französischer Radrennfahrer und Sportlicher Leiter.

## Sportliche Laufbahn
Campaner war im Straßenradsport aktiv. Er war französischer Juniorenmeister und gewann einige regionale Rennen als Amateur. 1967 trat er zu den Berufsfahrern über und blieb bis 1979 als Radprofi aktiv. Seine erste Saison bestritt er im Radsportteam Mercier-BP-Hutchinson und war Domestik für Raymond Poulidor. Seinen ersten Profisieg holte er 1967 im Grand Prix de Fréjus. 1968 gewann er den Circuit de la Vienne, 1969 den Grand Prix du Petit Varois und 1975 das Etappenrennen Tour du Limousin mit einem Etappensieg. Weitere Etappensiege holte er 1972 im Étoile des Espoirs, in der Tour du Limousin 1977, in der Tour du Vaucluse und der Tour de Romandie 1978.
Sein bedeutendster sportlicher Erfolg war der Sieg auf der 19. Etappe der Tour de France 1974.
Zweite Plätze holte Campaner im Grand Prix de Monaco, bei Bordeaux–Saintes, im Circuit de la Vienne (hinter Jean-Pierre Genet) 1967 und in der Tour du Condroz 1971. 
Die Tour de France fuhr er dreimal. 1973 wurde er 73., 1974 39. und 1975 49. der Gesamtwertung. In der Vuelta a España 1967 und 1972 schied er aus.
Im Rennen der Straßenradsport-Weltmeisterschaften 1974, 1975 und 1977 schied er jeweils aus.

## Berufliches
1986 wurde er Sportlicher Leiter im Radsportteam Fagor-MBK.